# Yuki Mamiya
Yuki Mamiya (9 marzo 1991) è un'attrice giapponese.

## Filmografia
- The Torture Club, regia di Kôta Yoshida (2014)
- Wet Woman in the Wind, regia di Akihiko Shiota (2016)

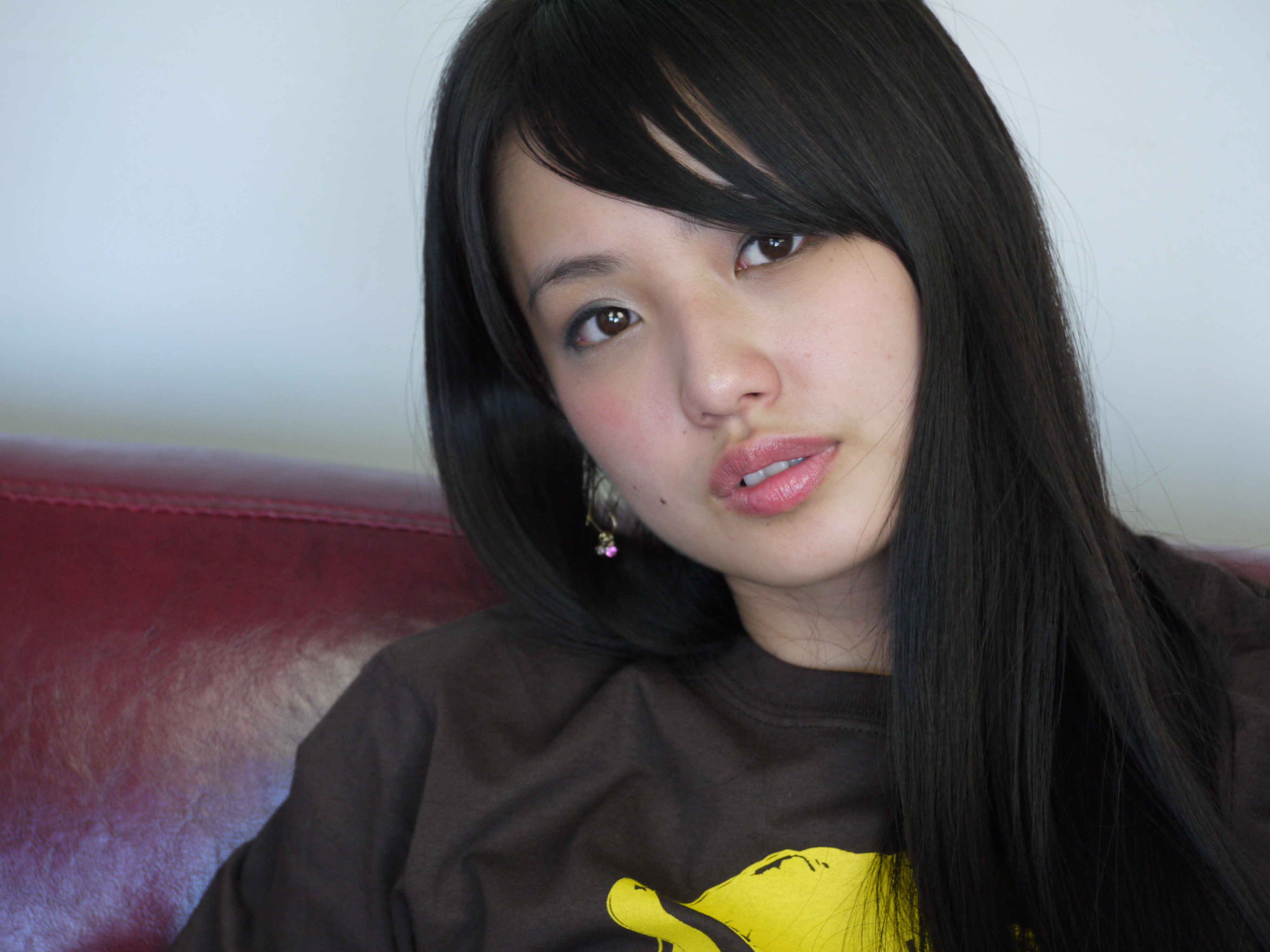
2012